# Misja specjalna (film)

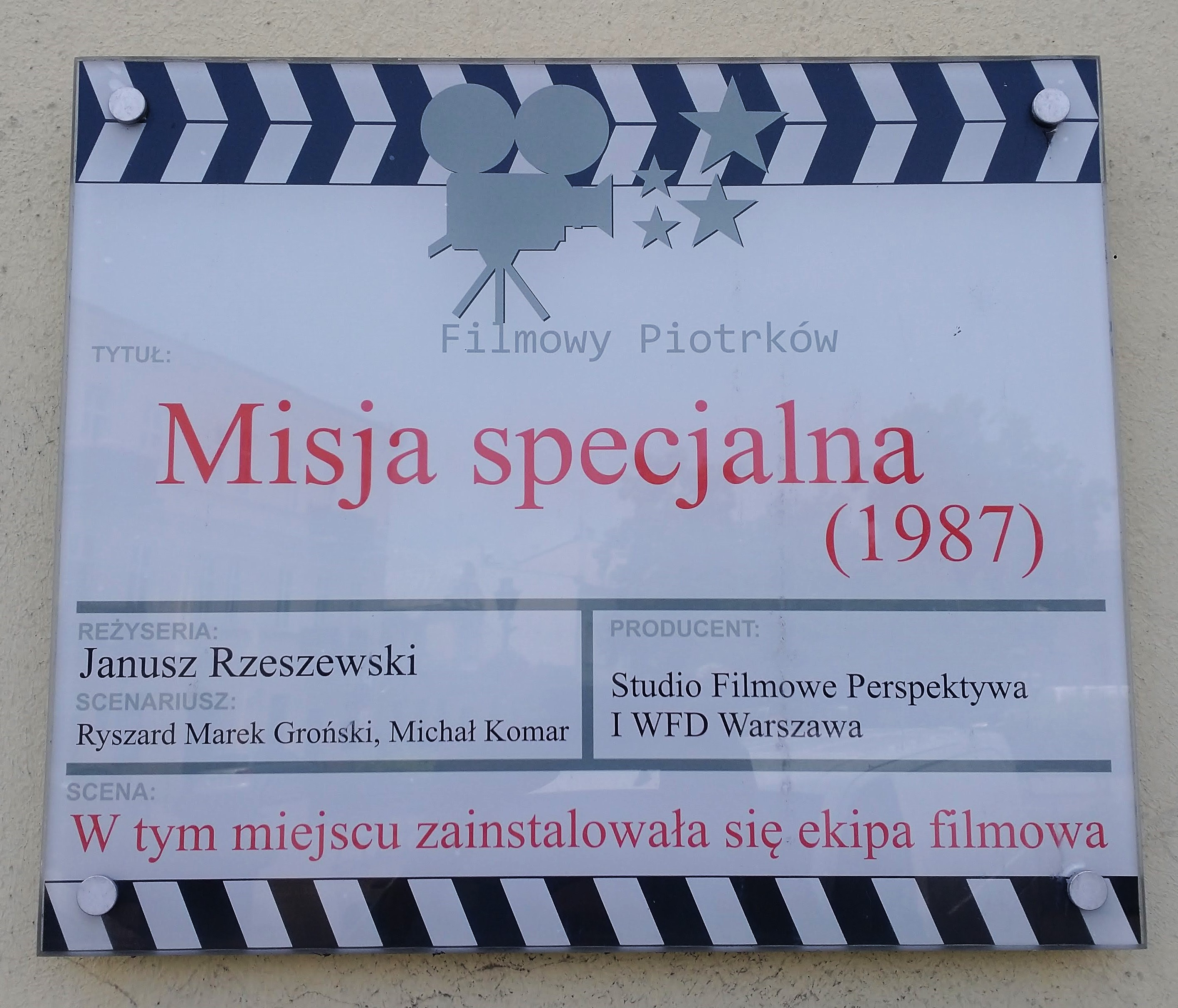
Tablica pamiątkowa w Piotrkowie Trybunalskim.

Misja specjalna – polski film komediowy z 1987 roku w reżyserii Janusza Rzeszewskiego.

## Fabuła
Jest środek II wojny światowej. Porucznik Karol Romański, agent wywiadu, ma zostać przerzucony do okupowanej Polski. Jego zadanie polega na odnalezieniu w okolicach Przemyśla hitlerowskiego lotniska, na którym Niemcy ukryli skrzynię z tajemniczym podarunkiem dla Hitlera. Romański ma dostarczyć przesyłkę do sztabu brytyjskiego lotnictwa. Przed akcją zaprzyjaźnia się z kucharzem Janem, którego zaprasza do swej kwatery, przez przypadek kucharz zostaje uznany za niego i wysłany z misją do Polski.

## Obsada
- Krzysztof Kowalewski – Jan (kucharz)
- Mirosław Konarowski – Karol Romański
- Jacek Borkowski – Adiutant
- Bogdan Baer – Gruppenfuhrer SS Muller
- Kalina Jędrusik – Aktorka rewiowa
- Elżbieta Panas – Hania
- Dorota Kamińska – Ewa Kokocińska
- Maciej Borniński – kelner w szkole wywiadu
- Andrzej Prus – oficer wywiadu zatrzymujący Karola Romańskiego
- Jacek Kałucki – kelner obsługujący Jana
- Marcin Troński – gestapowiec
- Bronisław Pawlik – ksiądz kapelan
- Lech Ordon – sufler – barman w restauracji
- Zbigniew Borek
- Edward Bukowian
- Jacek Czyż
- Jacek Domański
- Jerzy Moes
- Artur Pontek
- Lech Sołuba